# 弗里德里希二世 (安哈尔特)
弗里德里希二世（Leopold Friedrich Eduard Karl Alexander，1856年8月19日—1918年4月21日），安哈尔特公爵，出生于德绍。

## 婚姻
1889年，弗里德里希與巴登的瑪麗結婚，兩人沒有子女。